# 中日和平友好條約
《中日和平友好條約》（日语：日中平和友好条約），全稱《中華人民共和國和日本國和平友好條約》（日语：日本国と中華人民共和国との間の平和友好条約），是1978年8月12日由中華人民共和國與日本兩國代表在北京締結的親善條約。

## 過程
1972年，中日邦交正常化，中華人民共和國國務院總理周恩來與日本內閣總理大臣田中角榮簽署的《中日聯合聲明》中寫明「兩國同意進行以締結友好和平條約為目的的談判」，該締約談判在1975年1月開始。但是迫於蘇聯的強大軍事壓力，日本政府不得不放緩推進改善日中關係的進程，談判久未能取得突破。1975年10月，日本眾議院議員小坂善太郎訪華，時任中共中央副主席兼國務院副總理的鄧小平表明「反對霸權主義」是中日締約談判的關鍵，如果日本國內感到為難，可以適當推遲締約，但不應該從《共同聲明》的立場後退。
1976年9月毛澤東逝世，同年10月四人幫被捕，文化大革命結束。1978年7月，談判在中國大陸北京重啟，經過密集的16次談判，終於達成了友好和平條約的共識。1978年8月12日，在中共中央主席兼國務院總理華國鋒、中共中央副主席兼國務院副總理鄧小平等中方領導人見證下，中華人民共和國外交部部長黃華和日本國外務大臣園田直在北京人民大會堂安徽廳簽署了《中日和平友好條約》。
同年8月16日，全國人民代表大會常務委員會會議批准了條約；10月16日和10月18日，日本眾議院和參議院也分別批准了條約。
10月22日至29日，中國國務院副總理鄧小平正式訪問日本，並且出席《中日和平友好條約》的批准書交換儀式，受到日本福田赳夫政府和民間的熱烈歡迎和隆重接待。10月23日，條約批准書交換儀式在總理大臣官邸舉行。黃華和園田直用代表中日兩國傳統文化的毛筆簽字，然後交換文書。《中日和平友好條約》正式生效。

## 內容
《中日和平友好條約》在文本上十分簡單。條約規定：締約雙方继承了中日联合声明所表明的各项原则后，應在和平共處五項原則的基礎上，發展兩國間持久的友好關係；確定彼此用和平手段解決一切爭端，而不訴諸武力或武力威脅；繼續為開展經濟和文化合作，促進兩國人民的往來而努力；任何一方都不應在亞太地區或其他任何地區謀求霸權，並反對任何其他國家或國家集團建立這種霸權。雙方確認本條約不影響締約各方同第三國關係的立場。
條約有效期為10年，至今中日兩國都沒有宣布終止條約，所以條約一直自動繼續有效。

## 影響

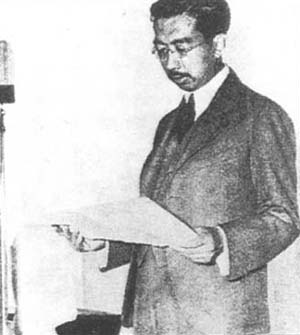
昭和天皇

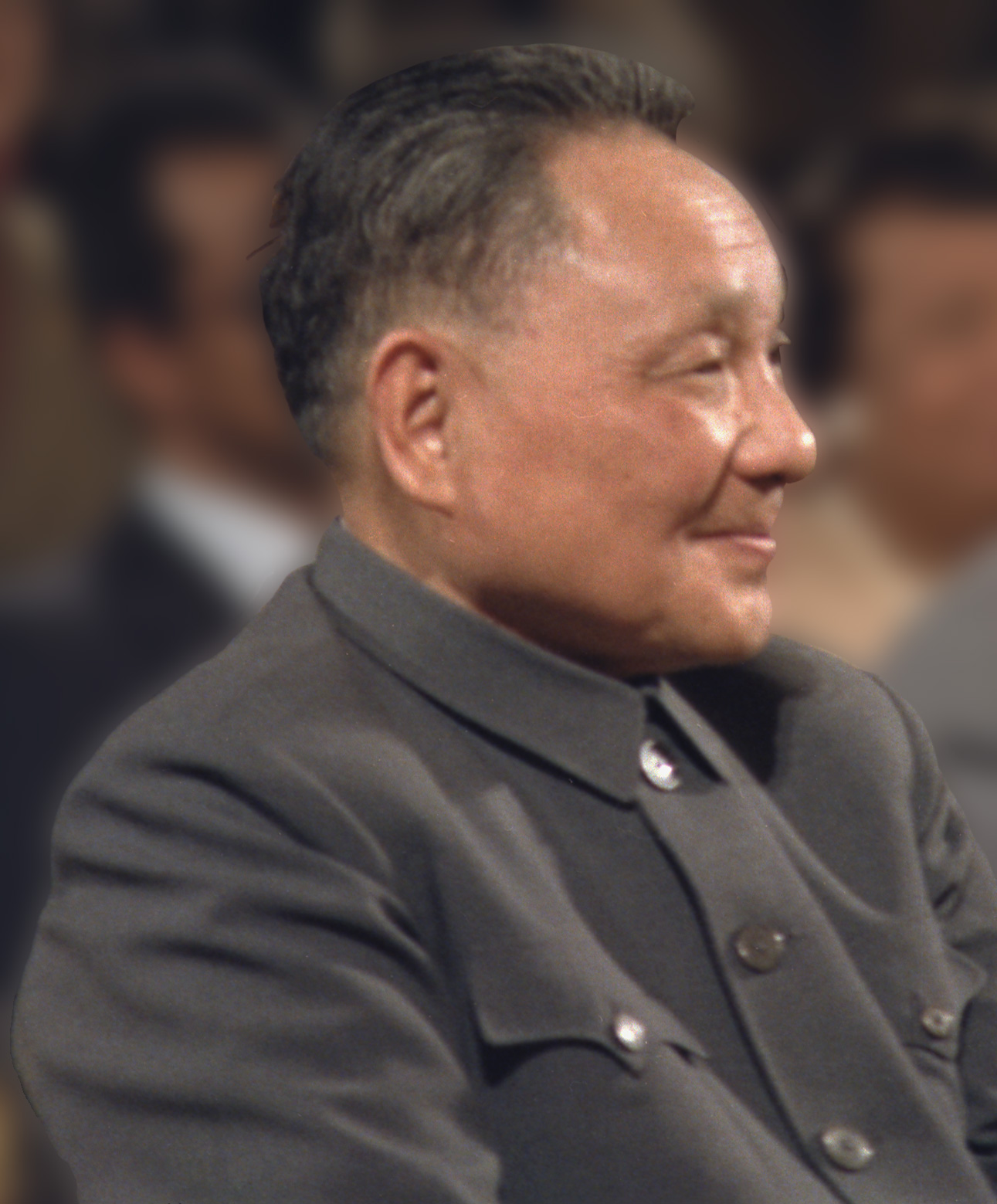
鄧小平

《中日和平友好條約》在中日關係史上有著重要的意義，是「中日四個雙邊關係文件」之一（其餘三份為1972年的《中日聯合聲明》、1998年的《中日聯合宣言》和2008年的《中日關於全面推進戰略互惠關係的聯合聲明》），條約以法律形式正式確認了1972年《中日共同聲明》的原則，為中日兩國全面友好關係奠定了政治基礎。
將反對霸權主義寫入條約具有重大深遠的影響。中日兩國各自約束自己，不在亞太地區和其它地區謀取霸權，同時也反對其它國家謀取霸權。中日兩國這一聯合姿態對當時蘇聯的擴張是一次有力的打擊。
當時鄧小平訪日時曾經強調中日間要「子子孫孫、世世代代友好」，而昭和天皇也表示「在兩國悠久的歷史中雖然一度發生過不幸的事情，但正如您所說的，那已成為過去。兩國之間締結了和平友好條約，這實在是件好事情，今後兩國要永遠和平友好下去。」 日本內閣總理大臣福田赳夫也說：「這種事情是絕不能讓它重演的。這次的日中和平友好條約正是為了做到這一點而相互宣誓。」  
鄧小平對於條約有這樣評價：
|  | 不僅在事實上，而且在法律上、政治上，總結了我們過去的關係。更重要的是，從政治上更進一步肯定了我們兩國友好關係要不斷地發展。 |

## 外部連結
- （中文）中华人民共和国和日本国和平友好条约（中日和平友好条约）（页面存档备份，存于） 新華網
- （中文）中日和平友好条约 （页面存档备份，存于） 中华人民共和国外交部
- （日語）（页面存档备份，存于） 外務省